# Cordillera de Owen Stanley
La cordillera de Owen Stanley es una formación montañosa que forma la punta este de la isla de Nueva Guinea en Papúa Nueva Guinea, y es parte de la Cordillera Central que atraviesa toda isla. El primer visitante europeo en avistarla, y de quien se debe su nombre, fue el capitán británico Owen Stanley, en 1849 mientras hacía un reconocimiento de la costa de Papúa. La cordillera comienza en el Monte Thynne y Lilley en el oeste y culmina en el Monte Victoria en el extremo este de la isla. El famoso Sendero de Kokoda atraviesa esta cadena montañosa desde Port Moresby en el sur hasta la aldea de Buna en el norte, y fue el escenario de una de las más peleadas batallas de la Campaña de Nueva Guinea durante la Segunda Guerra Mundial. En 2006, la cordillera y el Sendero de Kokoda fueron nominadas ante la UNESCO para ser nombradas patrimonio de la humanidad.

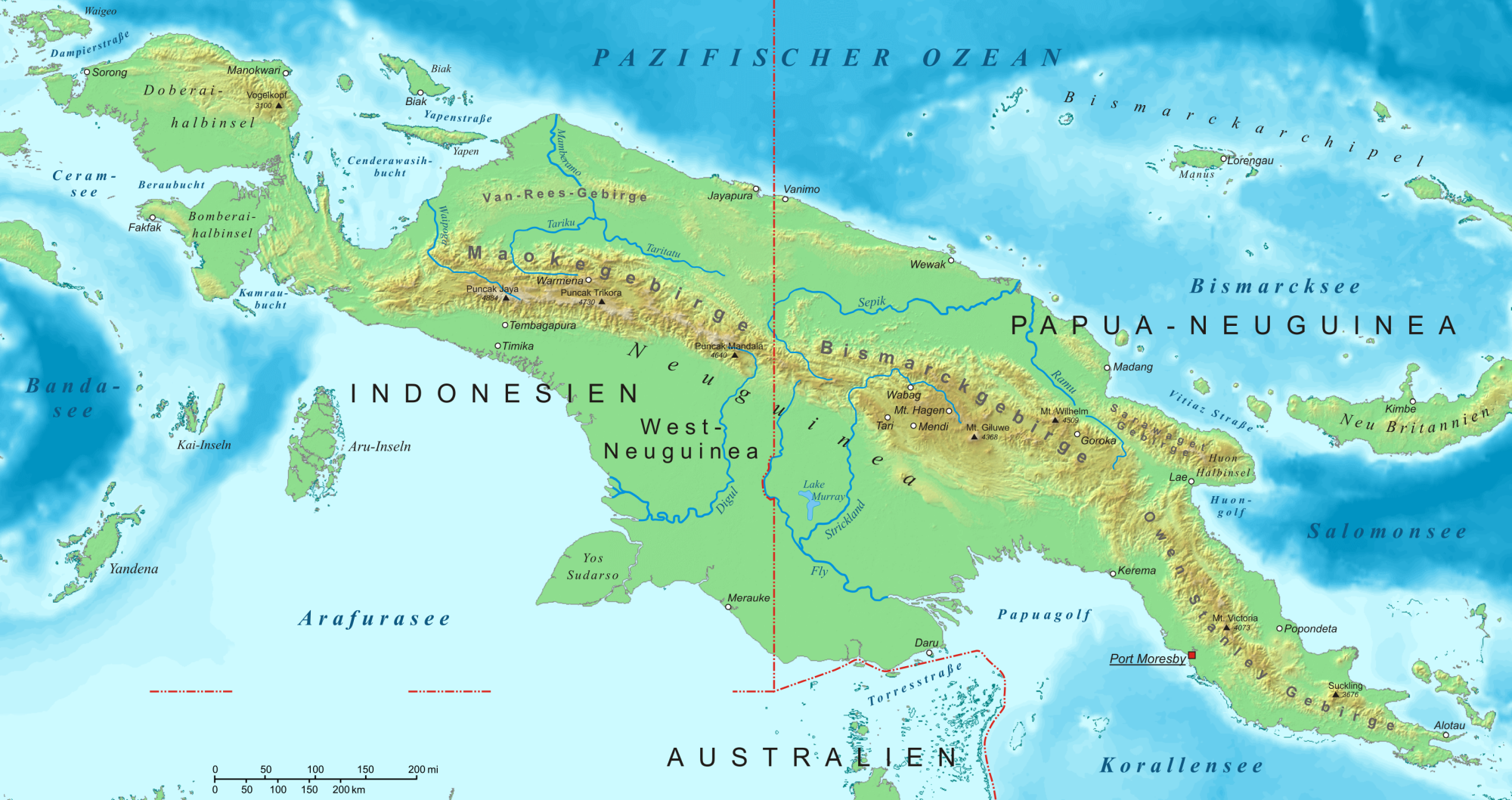
Mapa de la isla de Nueva Guinea donde se muestran las principales cadenas montañosas (hacer clic para agrandar).